# Rathenow
Rathenow [ˈʁaːtənoː] is een gemeente in de Duitse deelstaat Brandenburg. Het is de Kreisstadt van de Landkreis Havelland. De stad telt 24.179 inwoners.
De stad heeft een geschiedenis waarin de optische industrie een grote rol speelde, en heeft om die reden de officiële bijnaam Stadt der Optik.

## Stadsindeling
Volgens artikel 1 van haar op 27 februari 2025 voor het laatst gewijzigde Hauptsatzung (hoofdgemeenteverordening) bestaat de gemeente, officieel geheten Stadt Rathenow, uit de gelijknamige kernstad en vijf, per 1 januari 2002 aan de gemeente toegevoegde, Ortsteile. 
Dit zijn Böhne (volgens de website van de gemeente 5 kilometer ten zuidwesten van de stad zelf; 283 inwoners per oktober 2024), Göttlin (6 km NW; 482 inw.), Grütz (10 km NW; 138 inw.), Semlin (8 km NO; 566 inw.) en Steckelsdorf (3 km W; 756 inw.).

## Geografie
Rathenow heeft een oppervlakte van 113,1 km² en ligt in het oosten van Duitsland, aan de rivier de Havel.

### Naburige gemeenten
- In het noorden: Seeblick
- In het noordwesten: Havelaue en verderop Havelberg
- In het westen: Schollene en verderop Tangermünde en Stendal, in Saksen-Anhalt
- In het zuidwesten: Milower Land
- In het zuiden: Premnitz en verderop Genthin
- In het zuidoosten: Nennhausen en ruim 30 km verderop Brandenburg
- in het oosten: Stechow-Ferchesar, en 70 à 80 km verderop Berlijn.

## Verkeer en vervoer

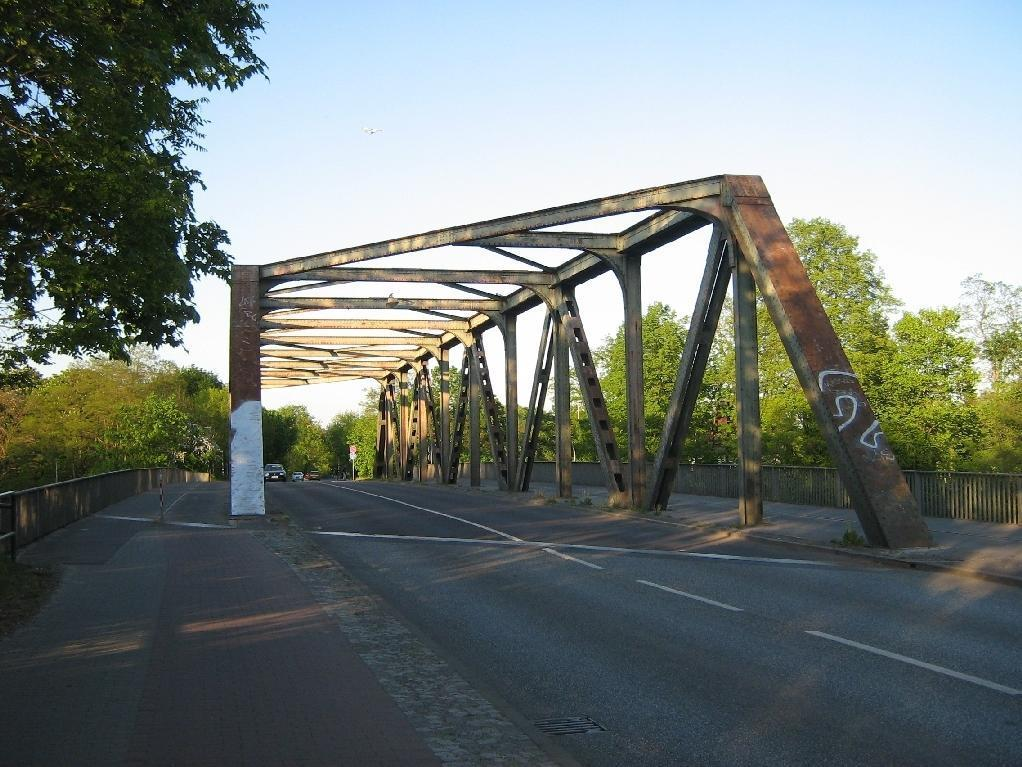
Brug over de Havel Friedensbrücke
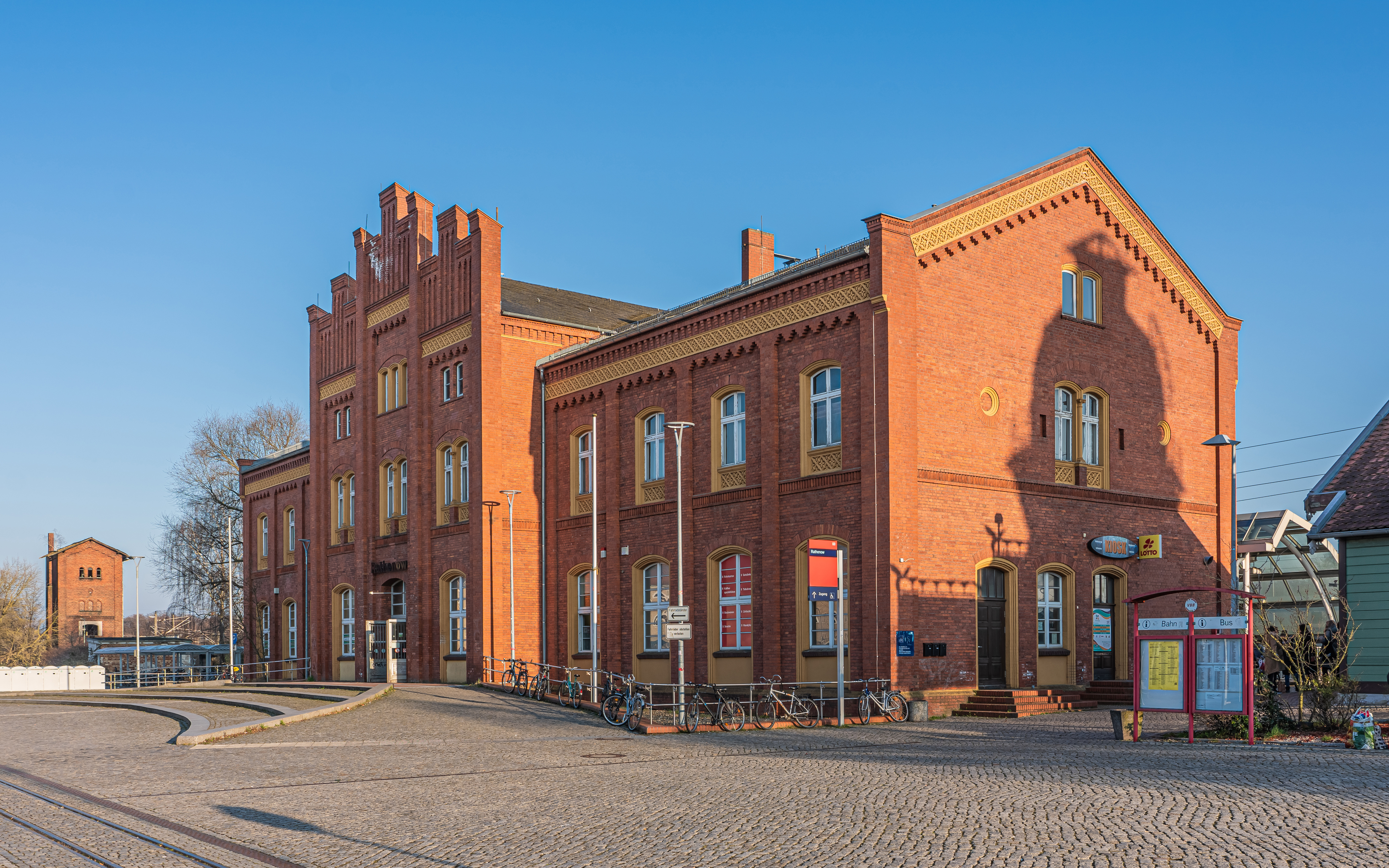
Station
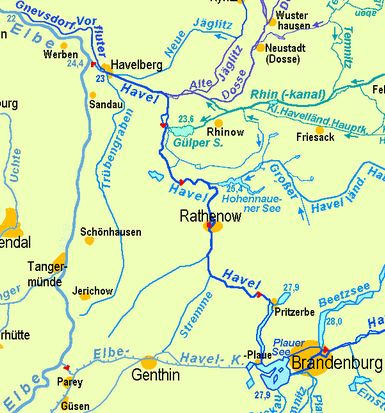
De Havel en andere waterwegen rondom Rathenow
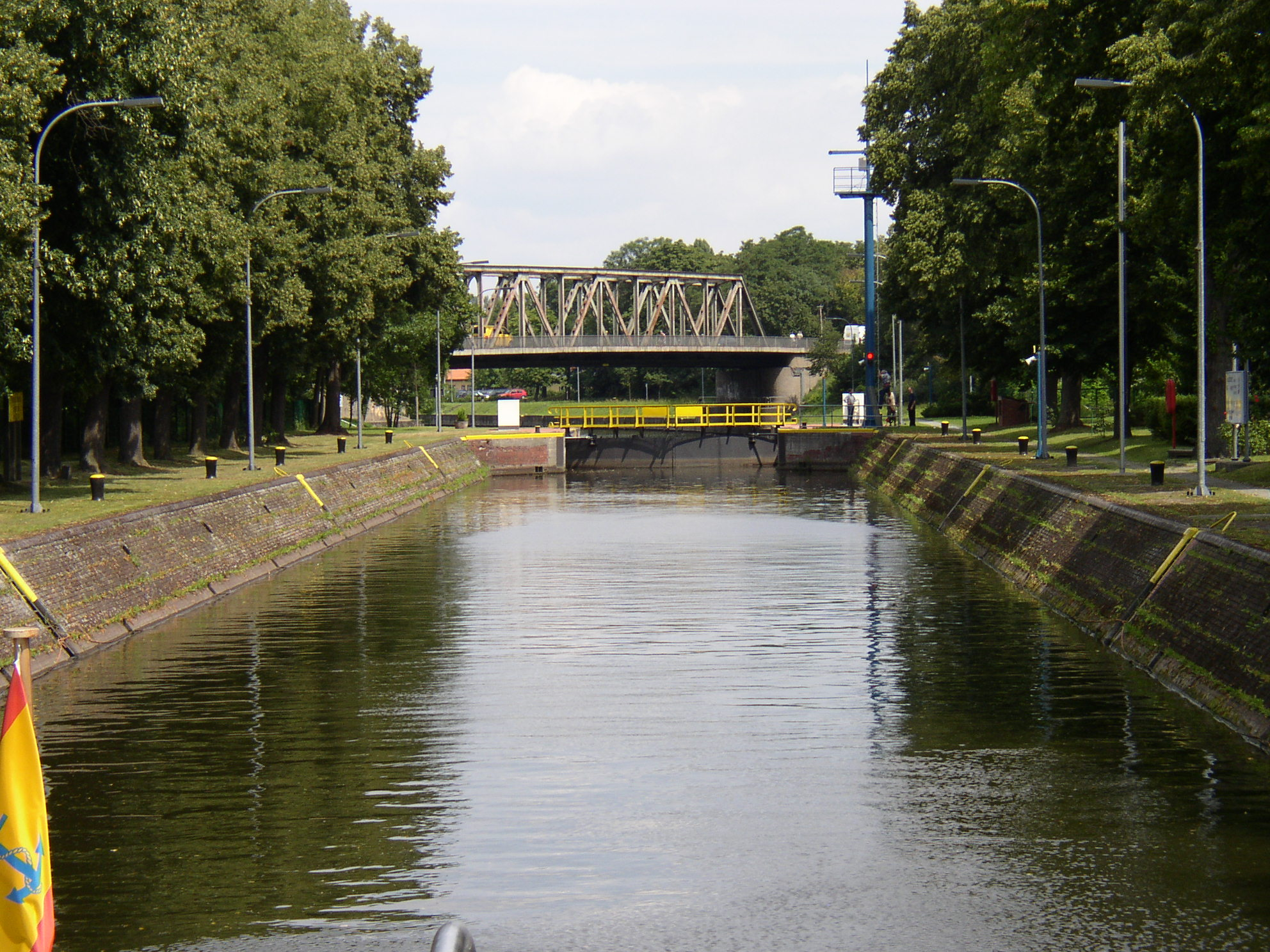
De grootste van de twee sluizen in de Havel te Rathenow
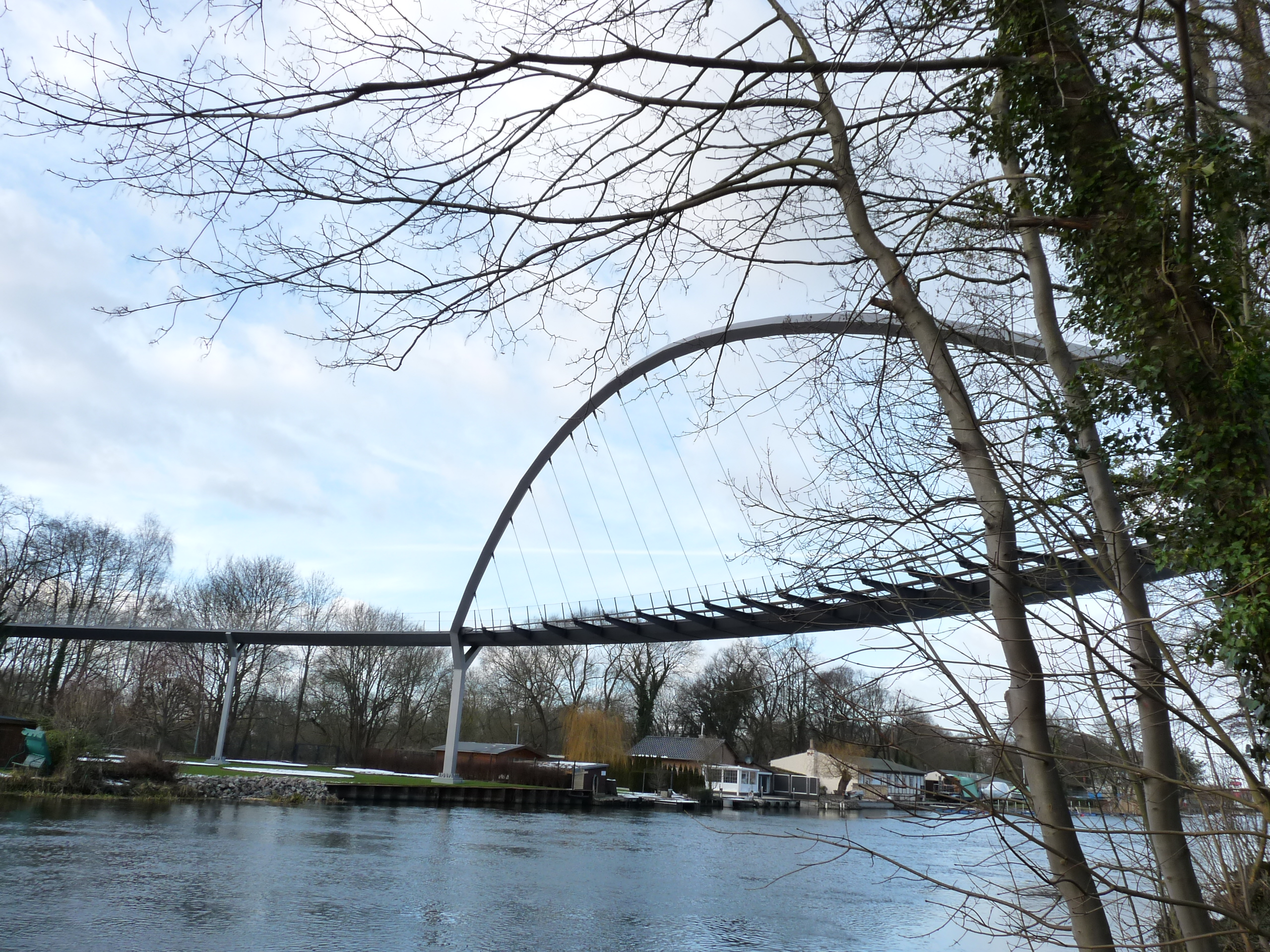
Monumentale voetgangers- en fietsbrug Weinbergbrücke, 2014

- Door Rathenow loopt de west-oostverbinding Bundesstraße 188, die er de noordwest-zuidoostverbinding Bundesstraße 102 kruist.
- Station Rathenow, geopend in 1870, ligt aan de spoorlijn Berlijn - Lehrte, op 71 km ten westen van Berlijn. Ook is het voorlopig het eindstation van de spoorlijn Neustadt - Treuenbrietzen, die alleen nog tussen Rathenow en Brandenburg rijdt. Vanaf het station rijden twee stadsbussen (op maandag t/m vrijdag ieder uur van 04.30-21.30; in de weekends enkele malen per dag) en enkele weinig frequent rijdende streek- en schoolbussen.
- De rivier de Havel is stroomafwaarts van Rathenow bevaarbaar voor kleine vrachtschepen; wel moet de scheepvaart enige sluizen passeren. In de praktijk varen hier bijna uitsluitend plezier- en rondvaartboten.

## Economie
In de stad Rathenow is de optische industrie nog vertegenwoordigd door de in 2002 nieuw opgerichte brillenfabriek van de firma Fielmann. Daarnaast is er nog enig midden- en kleinbedrijf van alleen lokale of regionale betekenis. 
De belangrijkste bedrijfstak van Rathenow is het toerisme. De stad ligt in een mooie omgeving.

## Geschiedenis

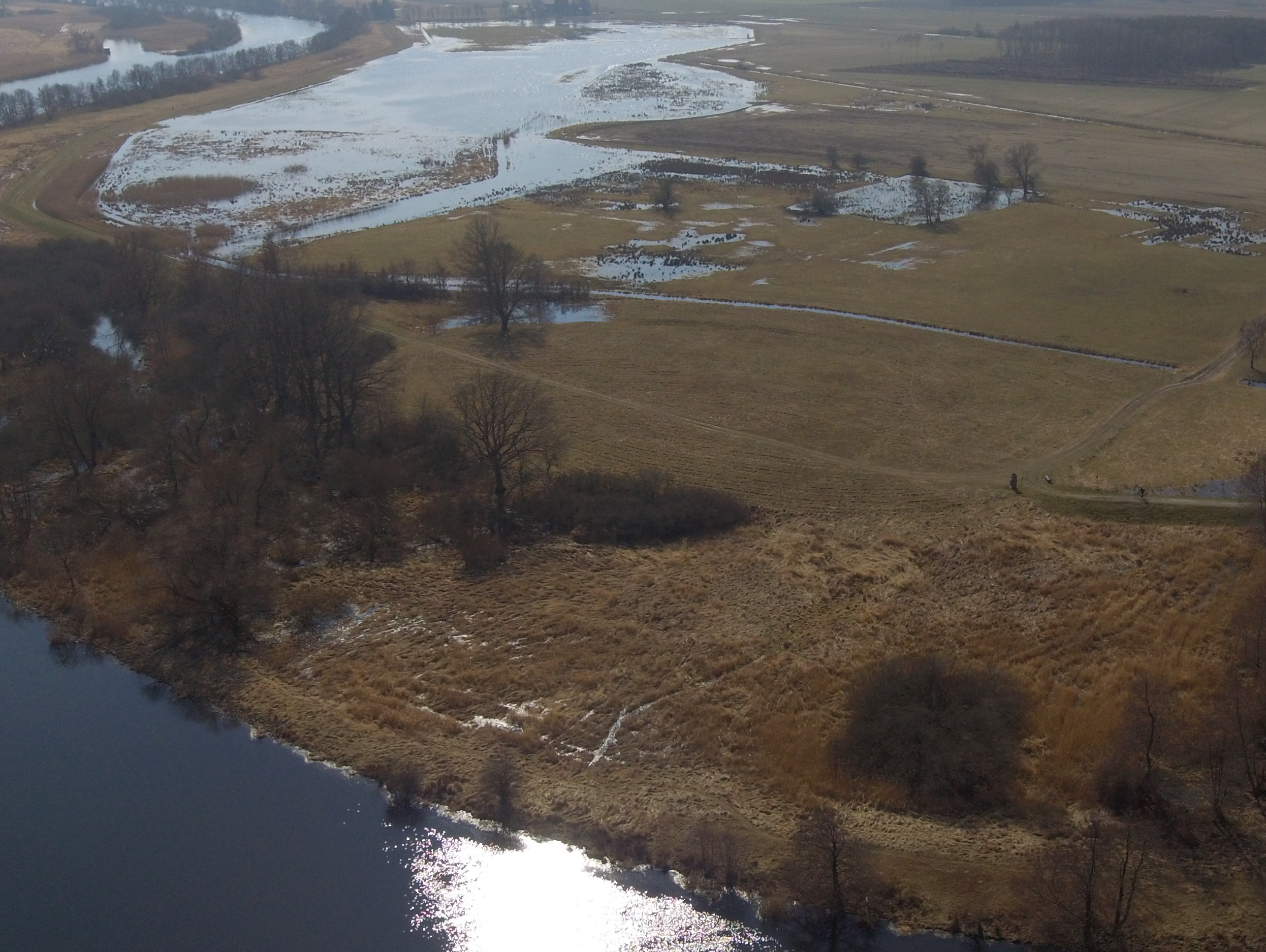
Locatie Alt Rathenow
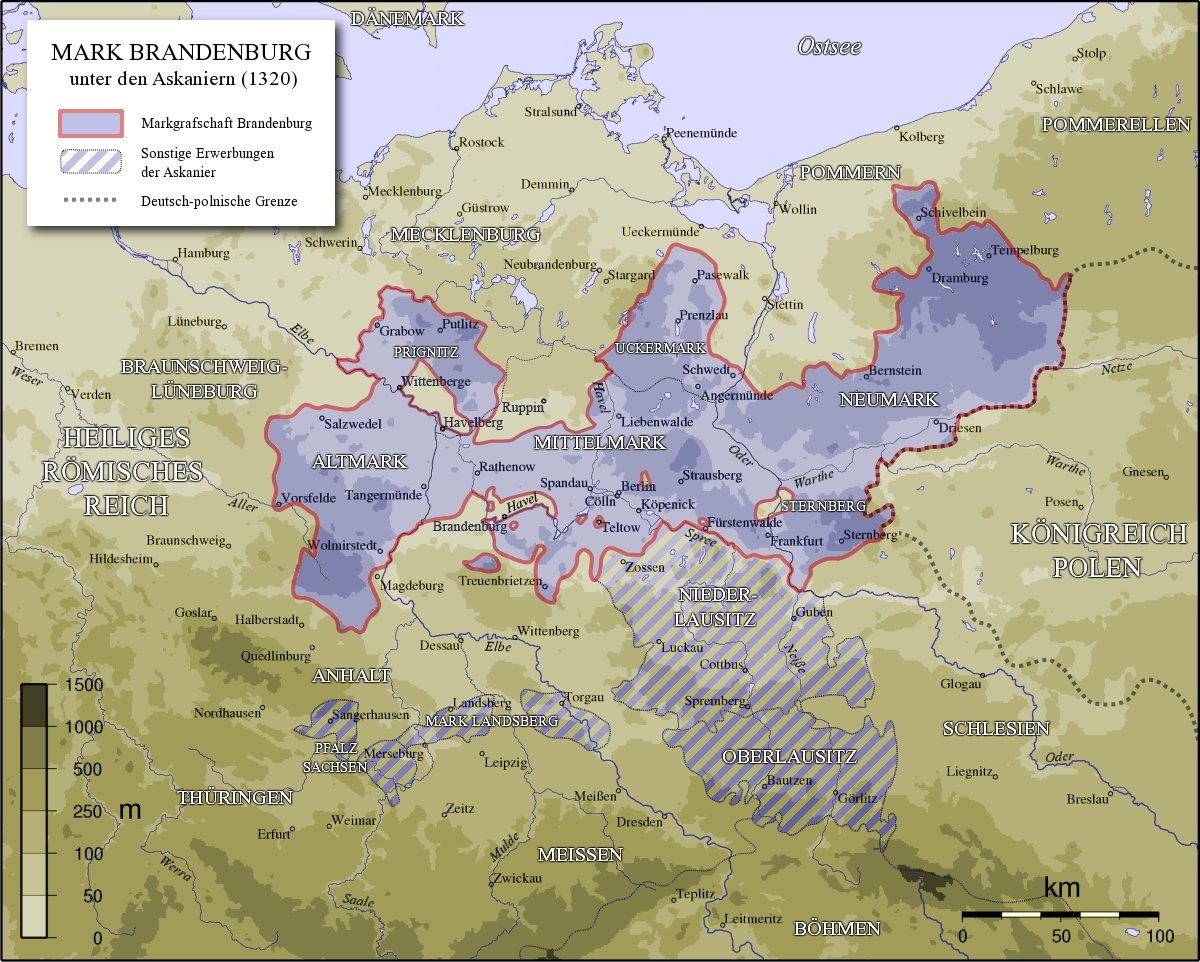
De Mark Brandenburg omstreeks 1320
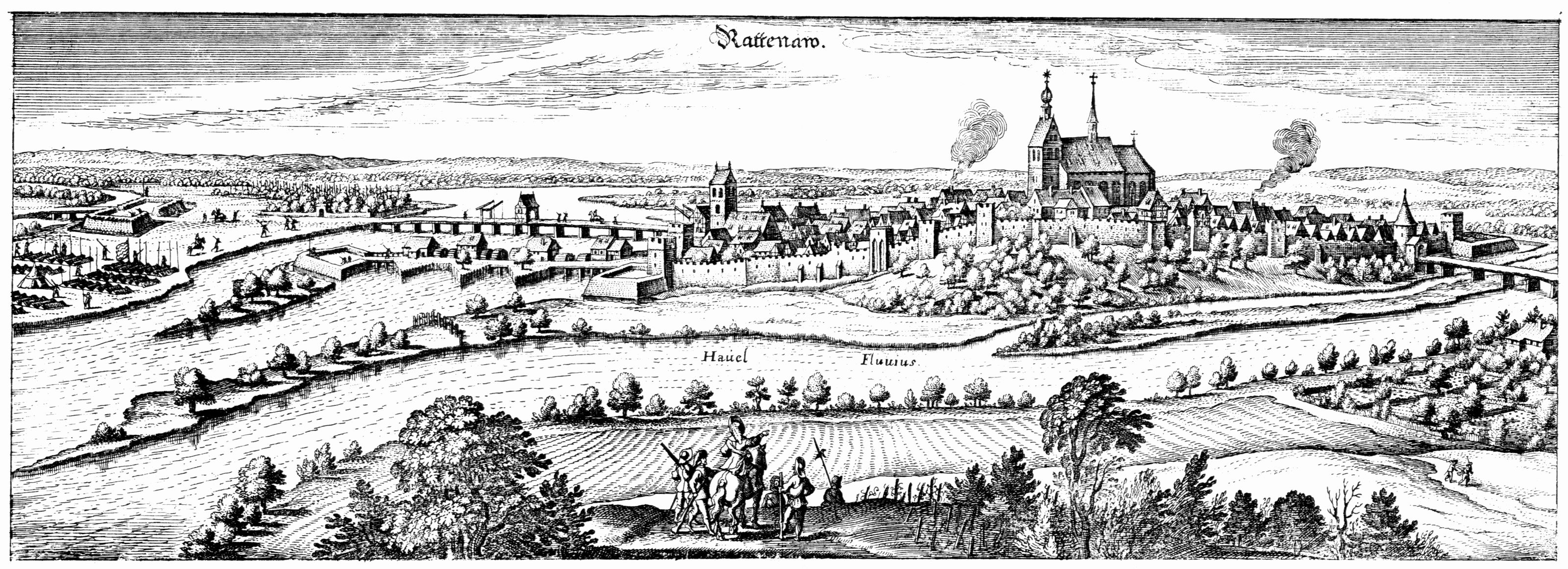
Merian-prent: Rathenow in 1633
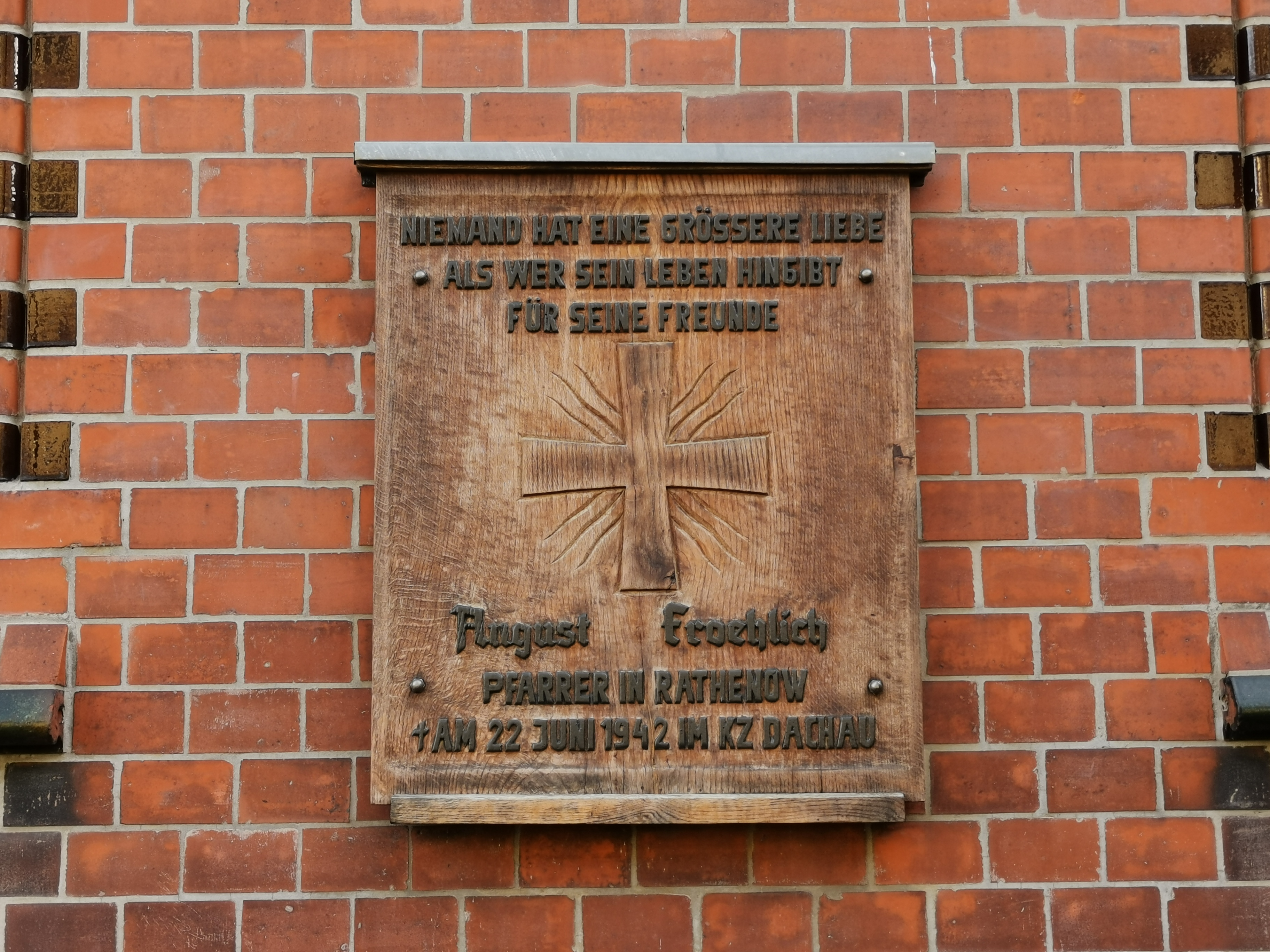
Gedenkplaquette aan de Sint-Joriskerk in Rathenow voor August Froehlich
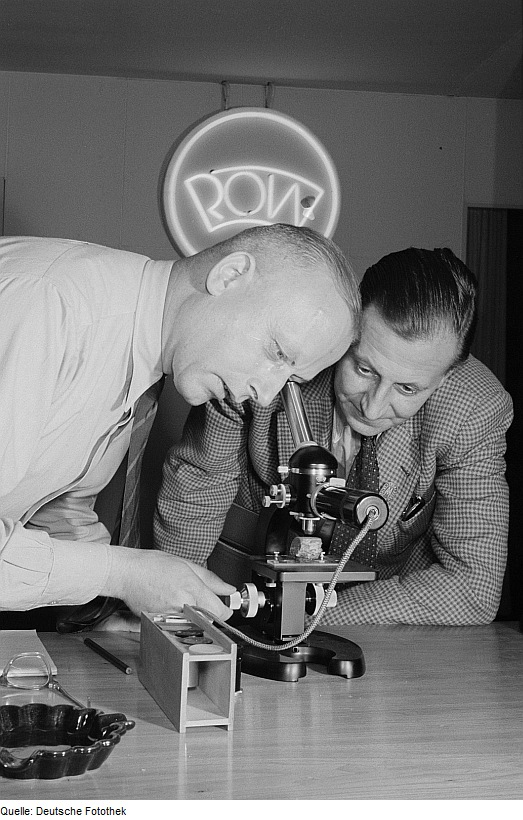
Leipziger Messe 1953, in de DDR-periode: op de stand van VEB ROW (Rathenow-Optik-Werke)

Rathenow is in de 13e eeuw gesticht, niet ver van een in 1157 voor het eerst in een document vermelde, Slavische ringwal, die Alt Rathenow werd genoemd. De plaats kreeg in 1295 stadsrechten uit handen van markgraaf Otto IV van Brandenburg. De stad lag vrijwel voortdurend, tot aan de Napoleontische tijd in de Mark Brandenburg, later Pruisen.
De Reformatie in de eerste helft van de 16e eeuw leidde ertoe, dat de bevolking van Rathenow massaal overging tot het evangelisch-lutherse protestantisme. Tot op heden zijn de meeste christenen in de gemeente nog deze gezindte toegedaan. Tenzij uitdrukkelijk anders aangegeven, zijn alle in dit artikel genoemde kerkgebouwen in de gemeente Rathenow evangelisch-luthers.
De Dertigjarige Oorlog (1618-1648) was voor Rathenow rampzalig. De stad werd geplunderd, in brand gestoken en nagenoeg geheel verwoest en uitgemoord. 
Op 25 juni 1675 bevrijdden Brandenburgse troepen tijdens de Schoonse Oorlog Rathenow van de Zweedse bezetters, die korte tijd later bij Fehrbellin een tweede, beslissende, nederlaag leden.
In de 19e eeuw ontstonden te Rathenow ondernemingen, die microscopen, brillen, verrekijkers, kompassen, lenzen en objectieven voor camera's en soortgelijke optische instrumenten gingen maken. Deze bedrijven produceerden ook voor de Duitse strijdkrachten gedurende zowel de Eerste als de Tweede Wereldoorlog, ten dele ook door inzet van dwangarbeid(st)ers. In de periode 1949 - 1990, waarin Rathenow in de DDR lag, was er de enige microscopen- en brillenfabriek  van het land gevestigd. Een ander groot bedrijf in deze branche, dat te Rathenow zetelde, was Nitsche & Günther (afgekort NUG). Dit bedrijf bestond van 1866 tot aan zijn opheffing door de communistische machthebbers in 1945. In 1953 bouwde de hobby-astronoom, die wel werktuigbouwkundig ingenieur was, Edwin Rolf, in zijn achtertuin een meer dan 10 meter lange reuzentelescoop, die door Duitse vakmensen als Brachymedialfernrohr of Schupmann-Medial-Fernrohr wordt aangeduid. De installatie staat onder monumentenzorg.
Een andere belangrijke industrie in Rathenow gedurende de 18e, en vooral de 19e en vroege 20e eeuw, was de fabricage van bakstenen, later met name hoogwaardige zogenaamde verblendstenen en dakpannen in de vorm van een beverstaart, zie: Schubbendak.
In Rathenow bevonden zich tijdens de Tweede Wereldoorlog enige tientallen kleine dwangarbeiderskampen, waar o.a. krijgsgevangenen tot vaak zware arbeid in de fabrieken van de stad te werk werden gesteld. Ook was er een concentratiekamp, een Außenlager van Kamp Sachsenhausen. In maart en april 1944 werd Rathenow door geallieerde luchtaanvallen getroffen; daarbij vielen in totaal naar schatting bijna 100 doden. In mei 1945 werd de stad, na zware gevechten, door het Russische Rode Leger veroverd en daarbij grotendeels verwoest. Van 1949 tot 1990 lag Rathenow vervolgens in de DDR. 
In Steckelsdorf stond van 1934-1942 een agrarisch opleidingscentrum voor Joodse jongeren, die naar Palestina wilden emigreren om er boer te worden. Een Joodse organisatie, Bachad, aangesloten bij een grotere beweging genaamd Hachscharah (Nederlandse transcriptie Hachsjara; 
Hebreeuws: הַכְשָׁרָה , voorbereiding of training) had dit instituut, samen met vele andere in Duitsland, opgezet. In 1938, bij de Kristallnacht en in 1942 deporteerden de nazi's alle Joodse bewoners van deze centra naar de vernietigingskampen, waaronder Auschwitz. Daar vonden al deze Joden op gruwelijke wijze de dood.
Na de Duitse hereniging in 1990 bleken veel industrieën naar Westerse maatstaven niet rendabel. De optische bedrijfstak moderniseerde en kromp in (ROW bestond nog slechts tot 1991), de meeste andere bedrijven staakten hun activiteiten. Dit leidde in de periode tot circa 2010 tot krimp van de stad van 30.000 tot 25.000 inwoners. Een grote, uit de DDR-tijd daterende woonwijk van Plattenbau-flats werd gesloopt om plaats te maken voor o.a. een stadspark. In 2002 bouwde het Fielmann-concern in de stad weer een nieuwe brillenfabriek, de machines en de vakkennis waren nog in voldoende mate beschikbaar.
In 2006 en 2015 vonden de Landesgartenschau van de deelstaat Brandenburg, respectievelijk een deel van de Bundesgartenschau te Rathenow plaats, op de Nederlandse Floriade gelijkende evenementen. Daarvoor werd de stad gedeeltelijk gerenoveerd en van veel (blijvend) nieuw groen voorzien, waaronder het nieuwe stadspark Optikpark (2006).

## Bezienswaardigheden, toerisme
Op het adres: Märkischer Platz 3, 14712 Rathenow is het zogenaamde Kulturzentrum Rathenow gevestigd. De zolderverdieping van dit gebouw huisvest een museum voor de optische industrie (Optik-Industrie-Museum Rathenow).
De stad bevat, vanwege de vele keren, dat ze in oorlogen werd verwoest, slechts weinig gebouwen van vóór circa 1860. Eigenlijk is de gotische St. Maria- en Andreaskerk, als ten dele nog middeleeuws kerkgebouw, het enige echt oude architectonische monument van betekenis, dat behouden is gebleven, zij het, dat ook dit godshuis na verwoesting tijdens de Tweede Wereldoorlog grotendeels in oude stijl moest worden herbouwd.
Rathenow ligt in een bosrijke streek, die voor wandel- fiets- en watersporttoerisme aantrekkelijk is. Er zijn verscheidene meren en voor de recreatievaart opengestelde riviertjes en kanalen, en er zijn ook enige langeafstands-fietsroutes. In het buitengebied van Rathenow bevinden zich verscheidene campings. Met name de langgerekte Hohennauener-Ferchesarer See verdient vermelding. Sinds de jaren 1920 en 1930 werd het aan dit meer gelegen dorp Semlin toeristisch ontwikkeld. Rijke Berlijners, onder wie belangrijke nazi's, maar ook tegenstanders van Hitler, hebben er toen regelmatig verbleven. Semlin is nog steeds een toeristenplaats aan het meer. Vooral in juli vinden er festivals en sportevenementen plaats.
Over de Havel en enige kleinere wateren van het Havelland worden toeristische rondvaarten aangeboden. Een deel van de stad bestaat uit, ten dele met stadsparken begroeide, eilandjes in de Havel.

## Afbeeldingen

Kaart van de streek Havelland, links ligt Rathenow
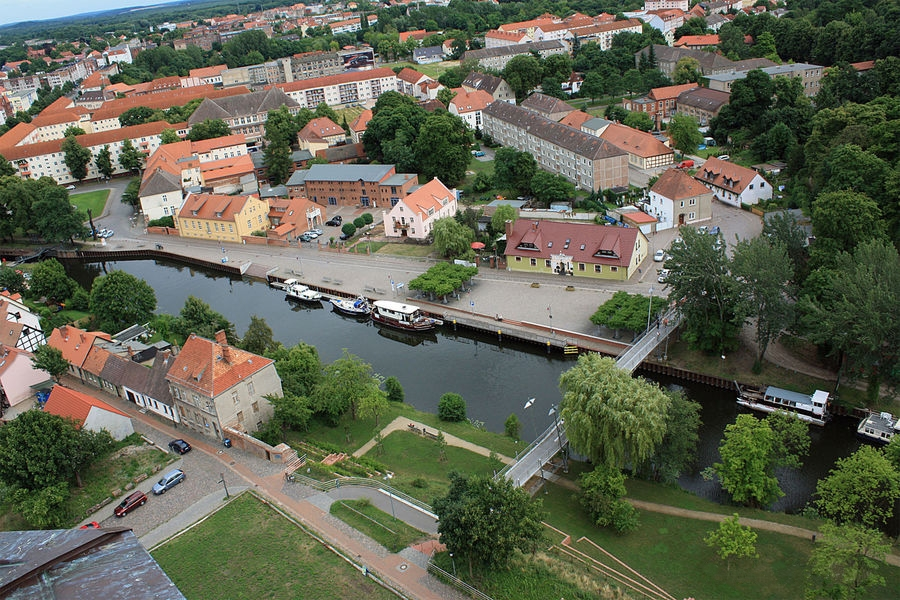
Havenpromenade
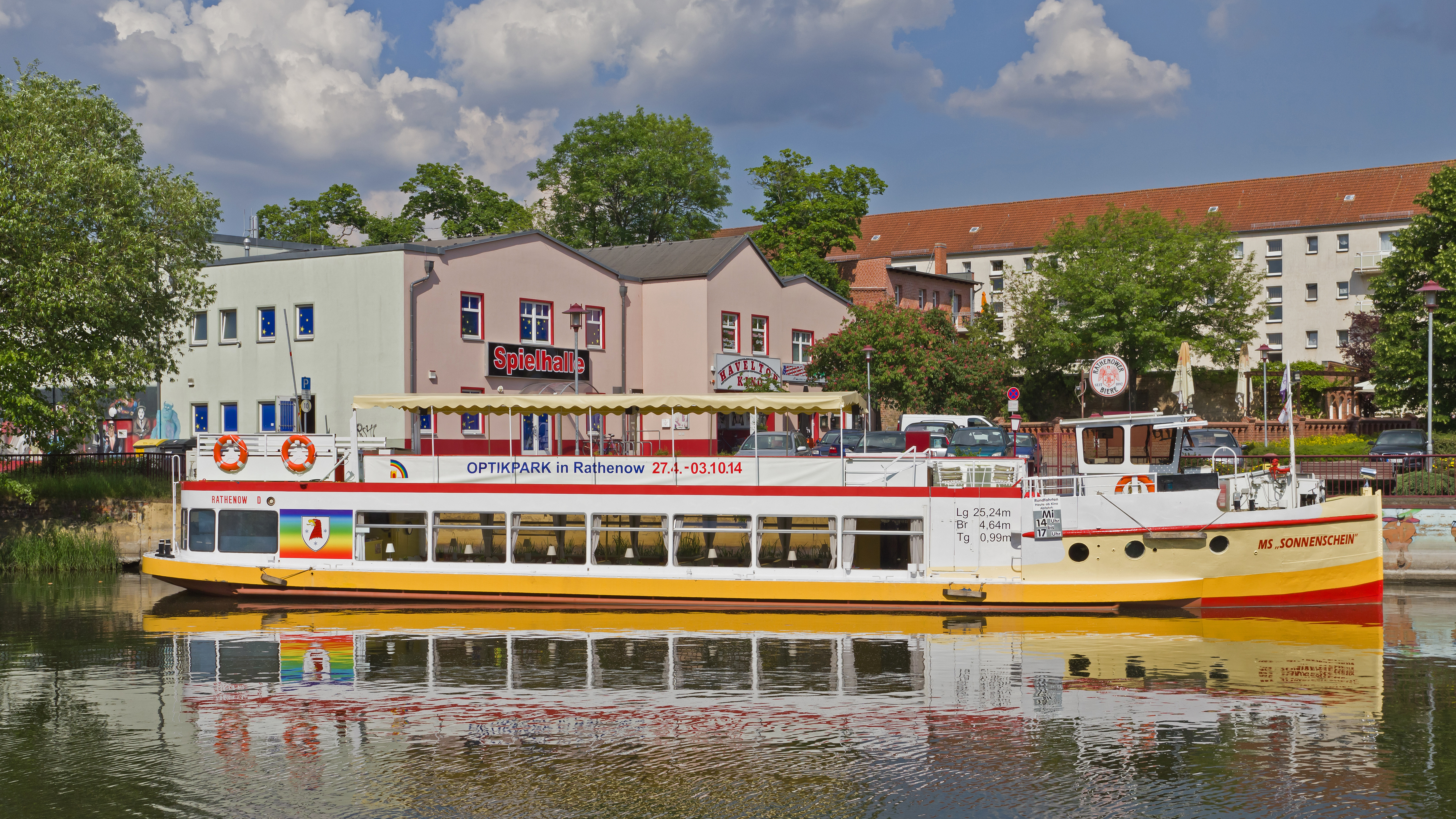
Rondvaartboot in Rathenow
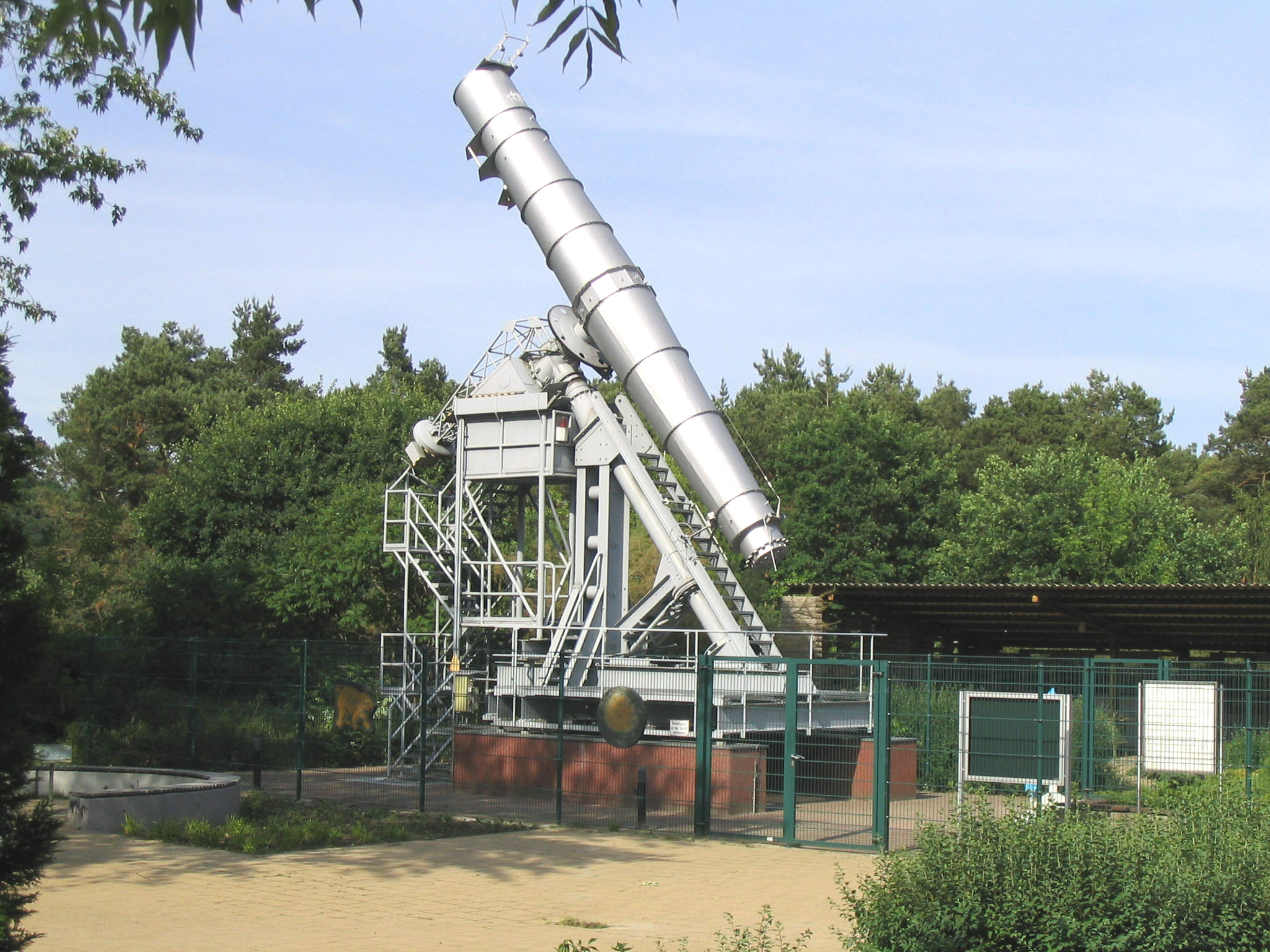
Reuzentelescoop
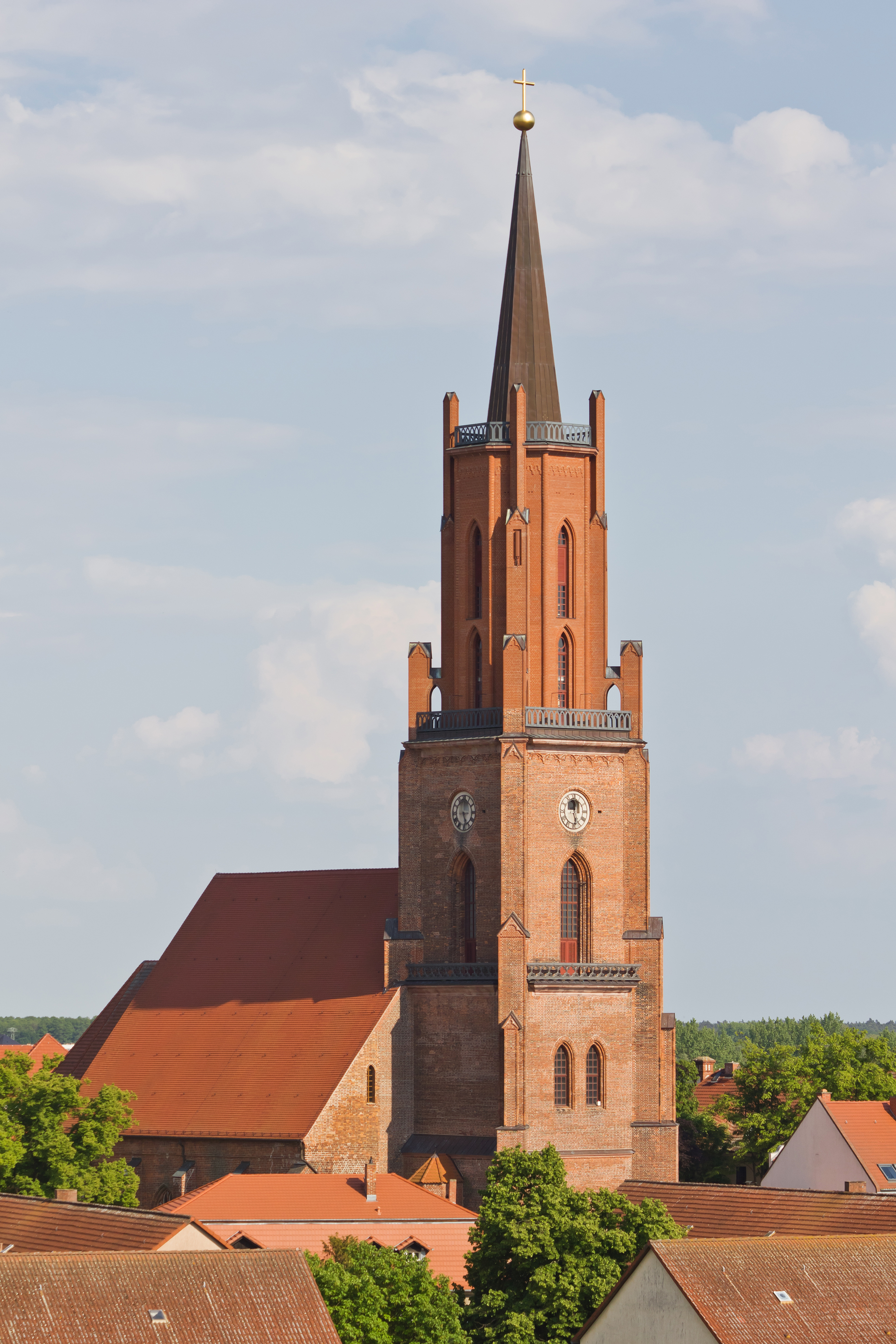
St. Maria- en Andreaskerk
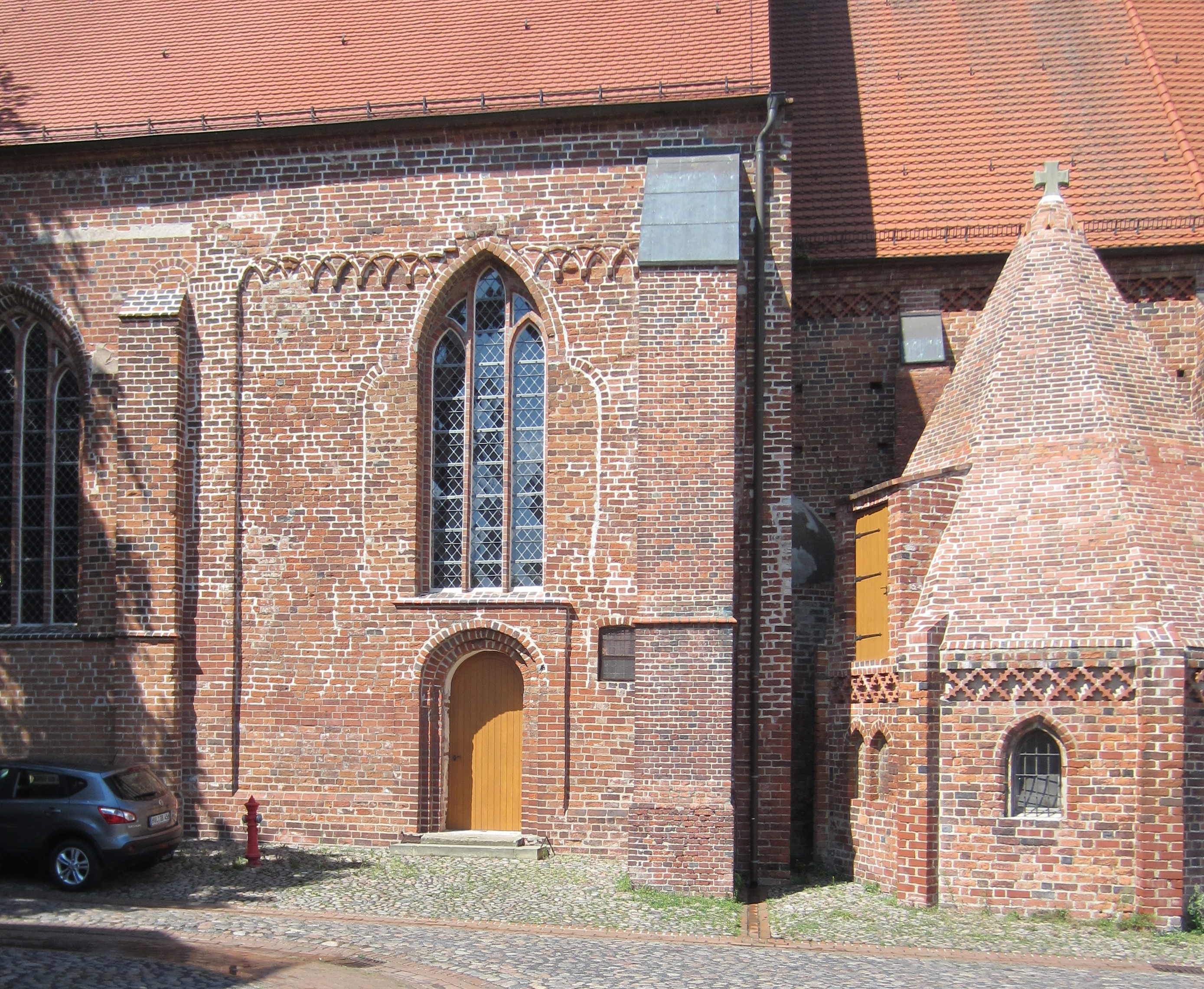
Bewaard gebleven 12e-eeuws fragment van deze kerk
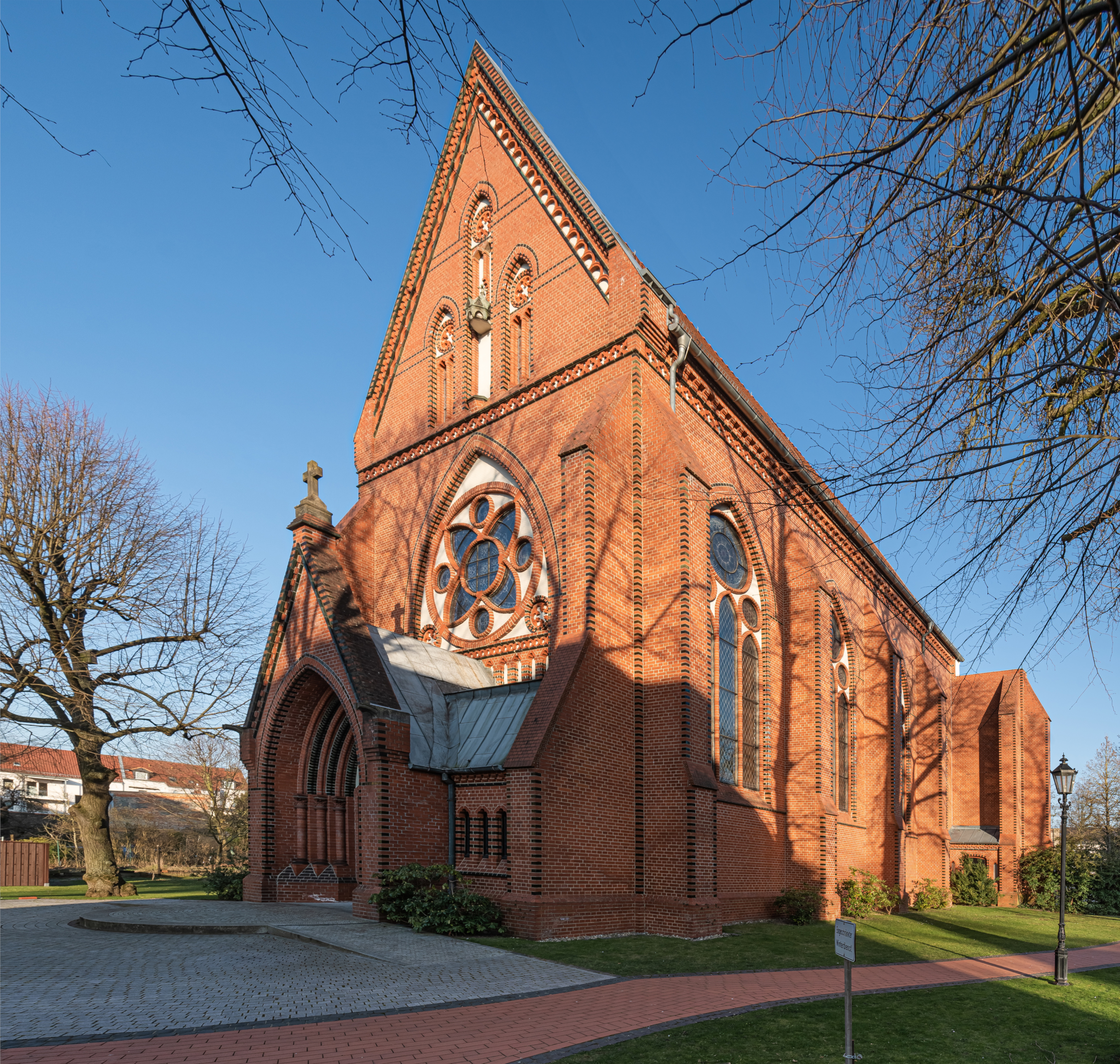
R.K. Sint- Joriskerk (1893)
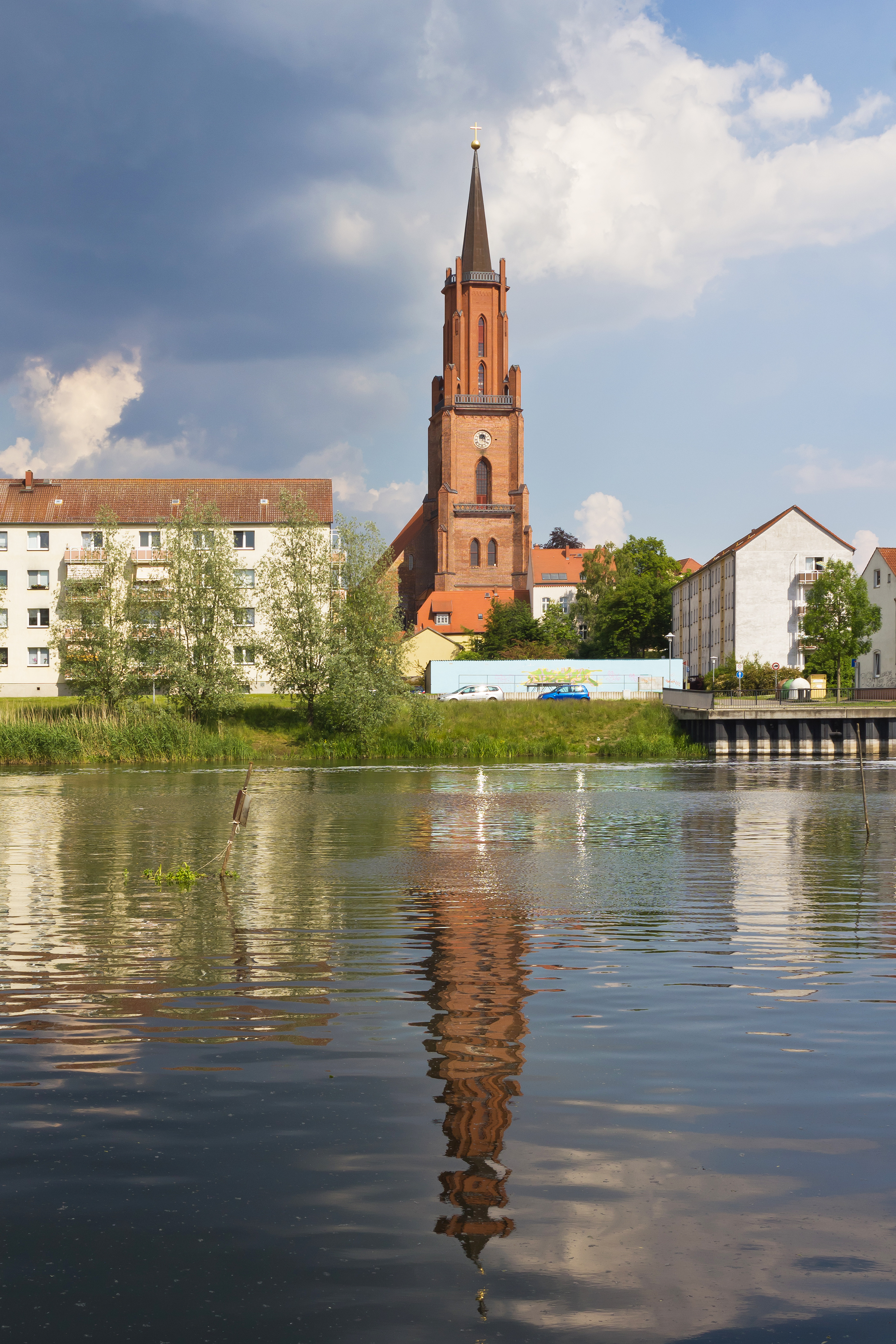
Stadsgezicht aan de Havel.
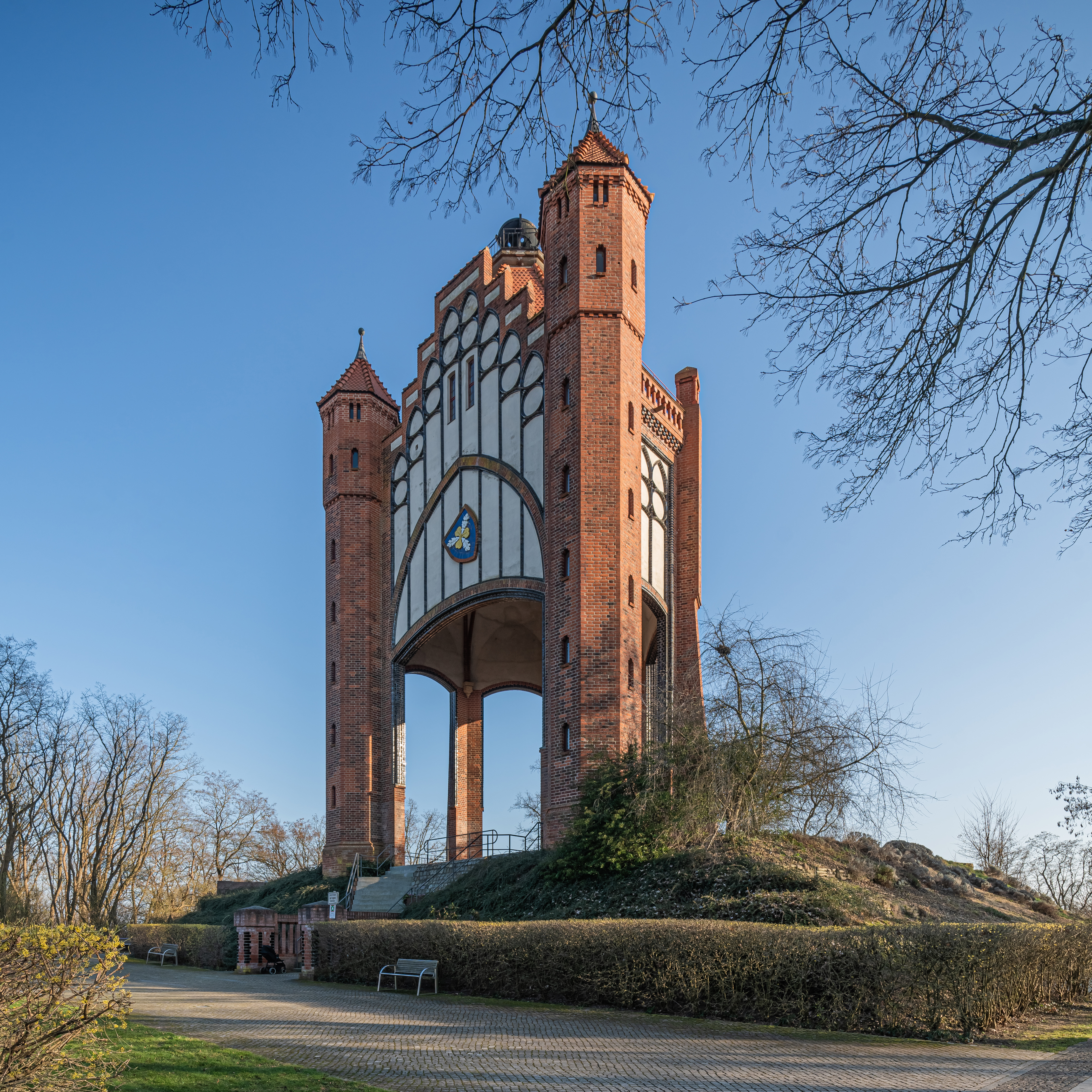
Bismarcktoren
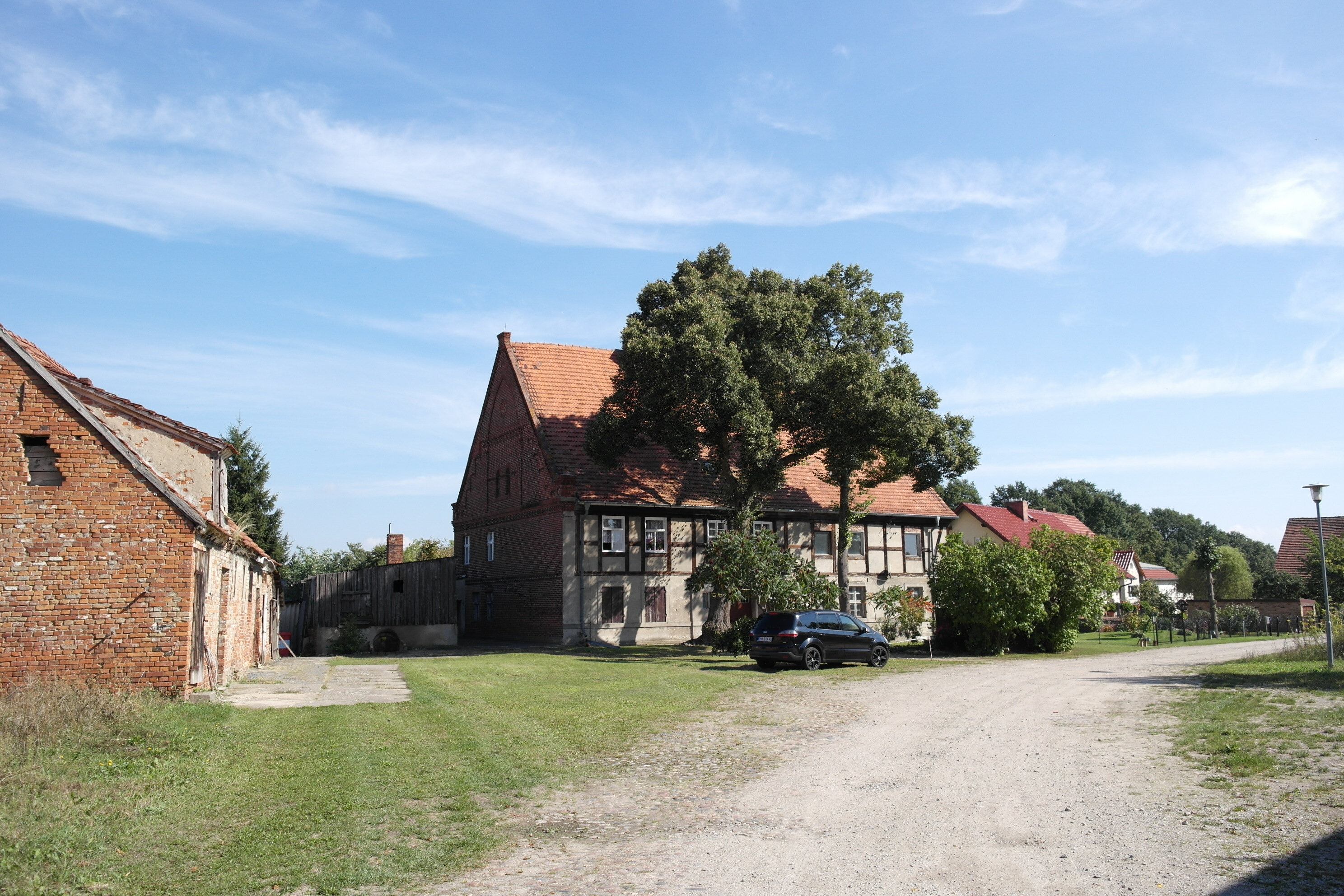
Schwedenhaus, Böhne, 17e eeuw
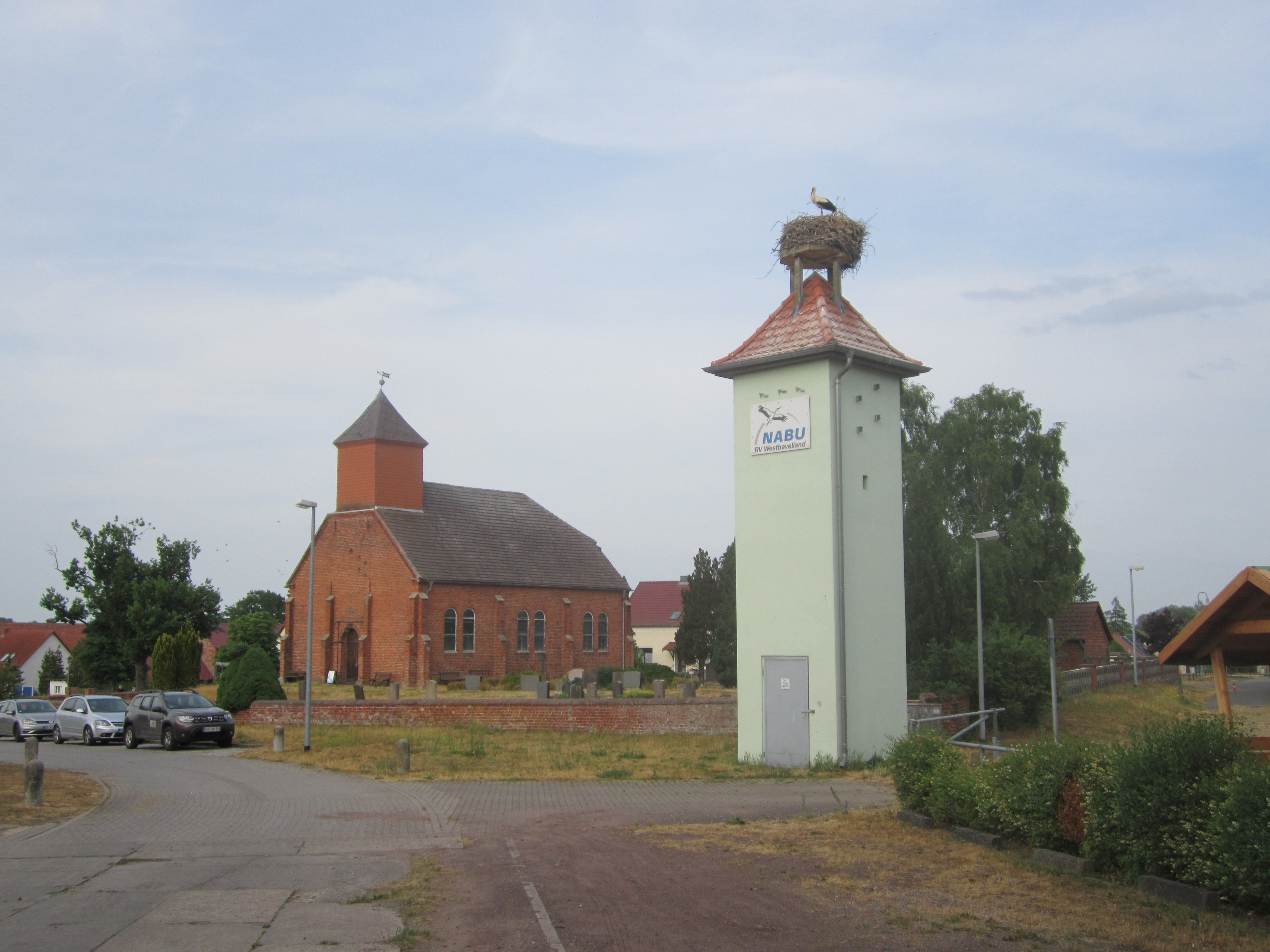
Dorpsbeeld met ooievaar op trafohuisje te Grütz. Het kerkje dateert van 1806.
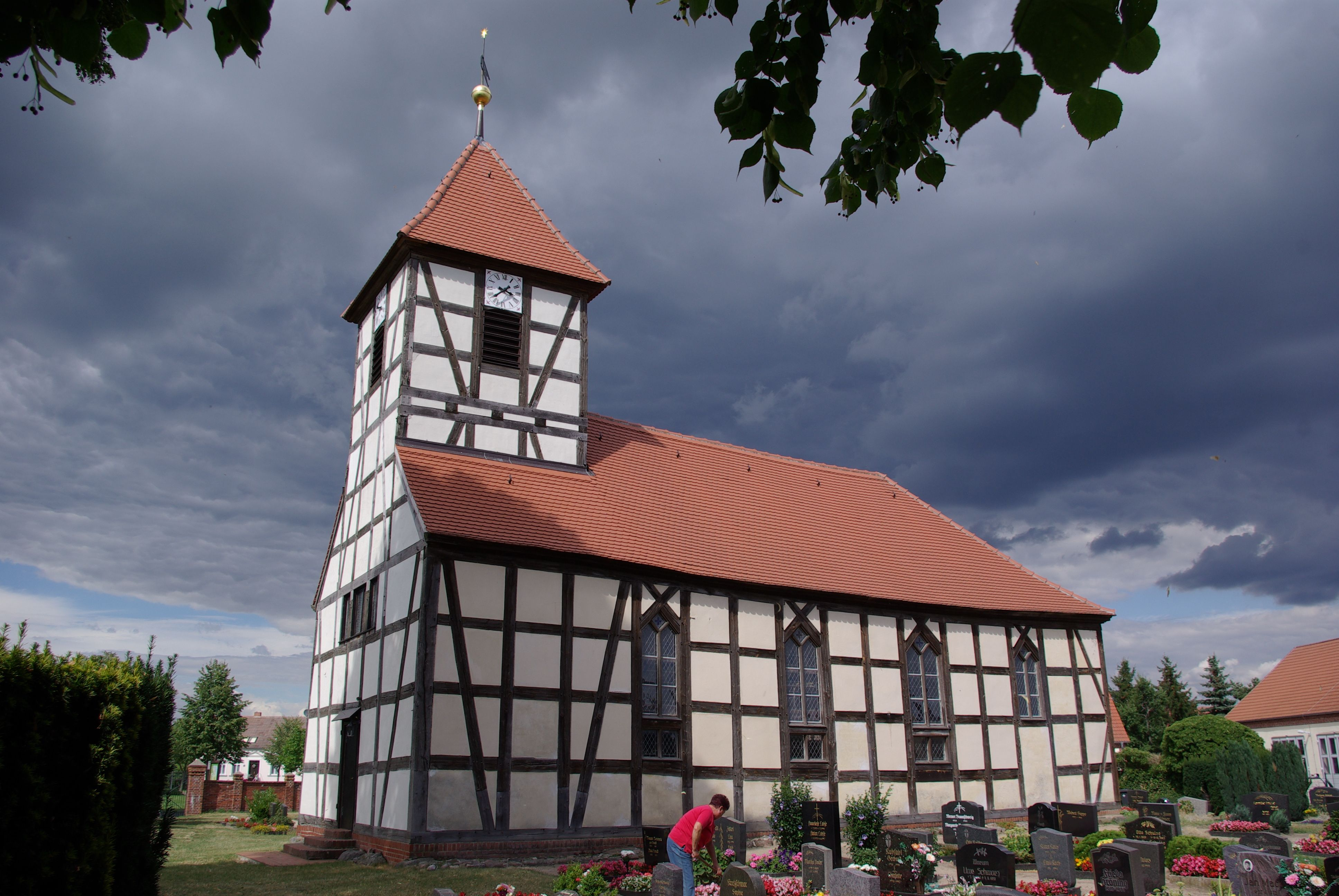
Dorpskerkje te Semlin (1732)
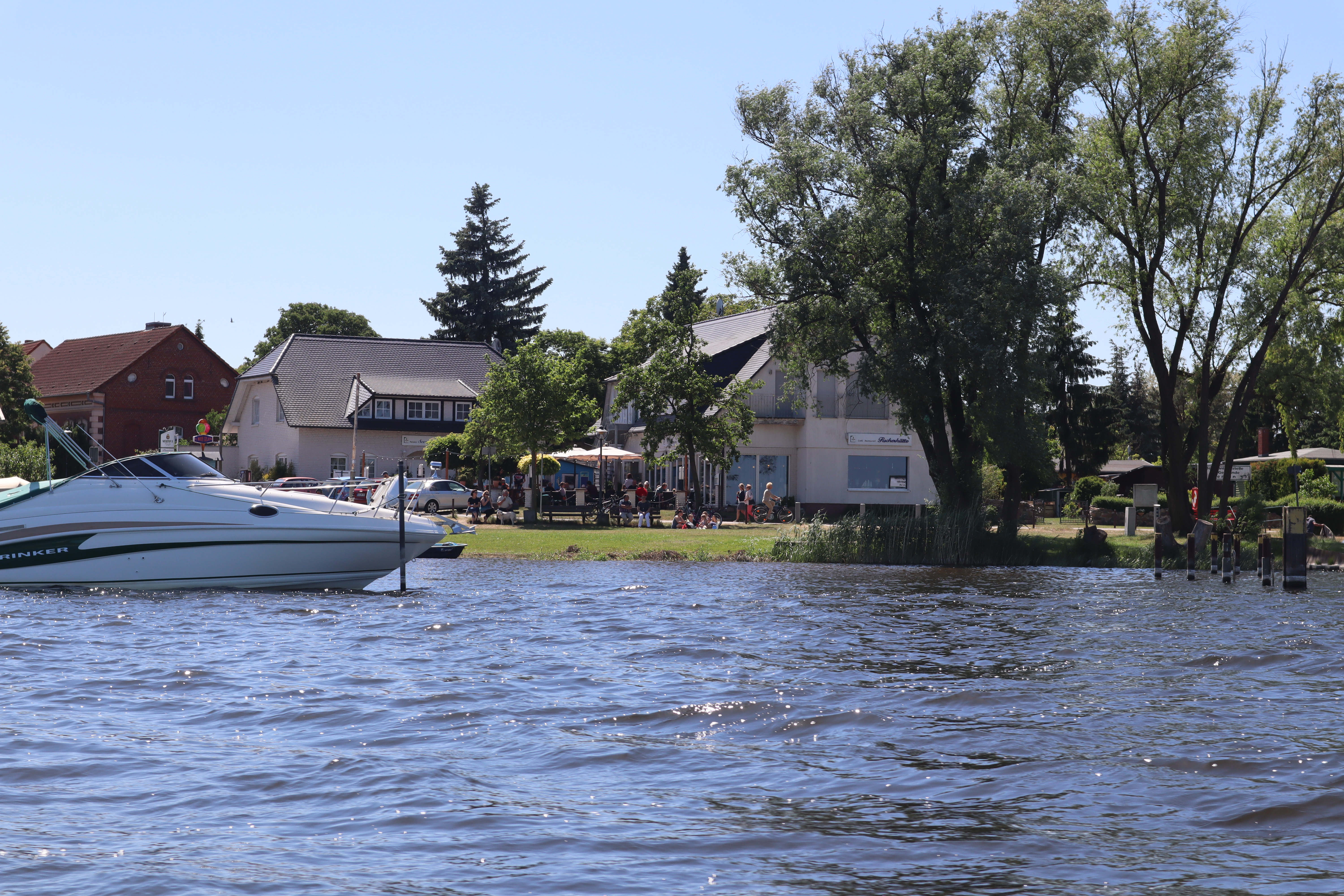
Hohennauener-Ferchesarer See
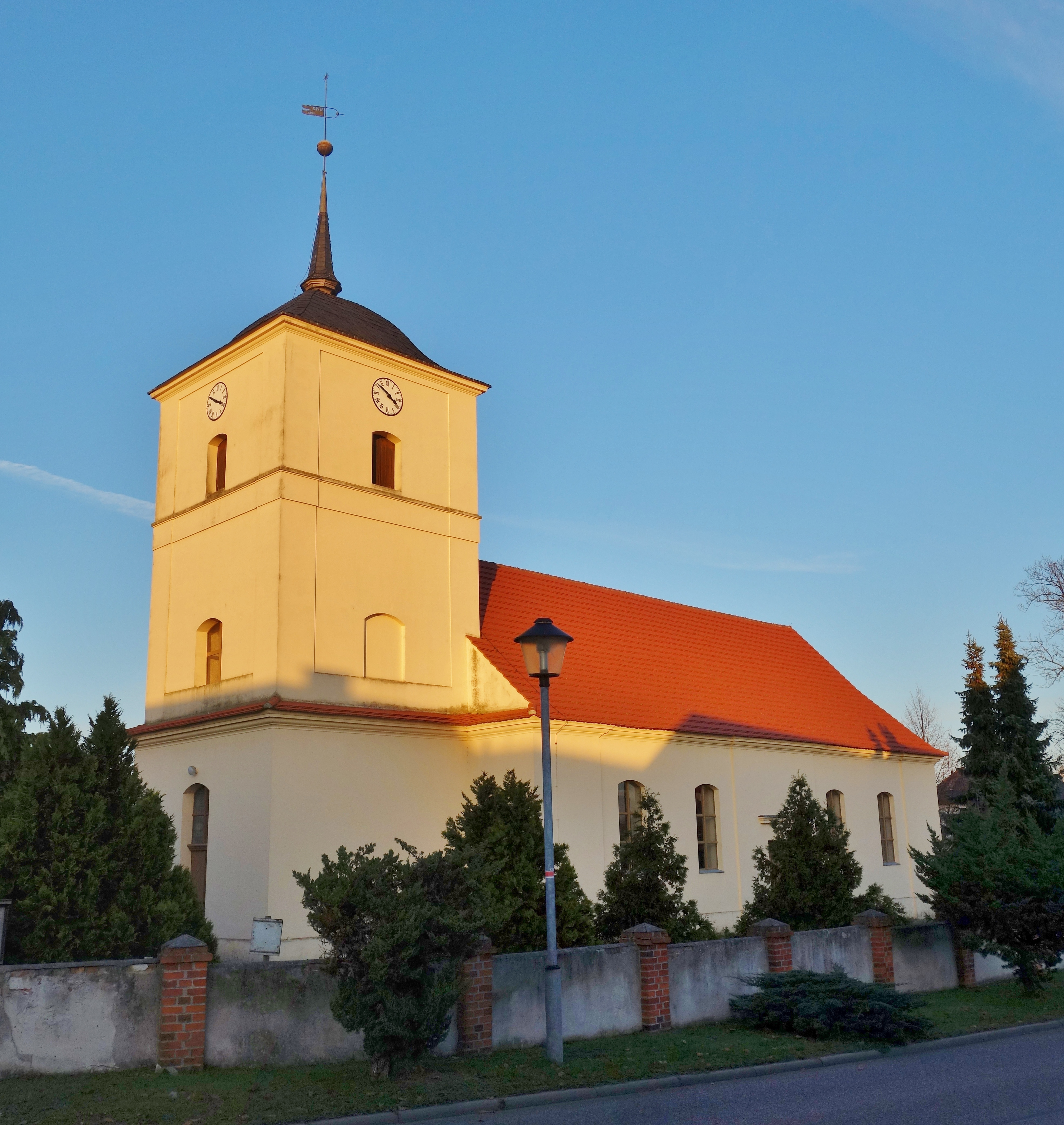
Dorpskerk Steckelsdorf (1822; herbouwd na een dorpsbrand in 1819)

## Persoonlijkheden
- (Johann Heinrich) August Duncker (geb. 14 januari 1767 in Rathenow; overl. 14 juni 1843 ibidem, uitvinder in de optische branche, richtte in 1801 de latere ROW (Rathenow-Optik-Werke) op; vond een machine uit, die 10 of 11 lenzen tegelijk kon slijpen
- Emil Busch (geb. 6 augustus 1820 in Berlijn; overl. 1 april 1888 in Rathenow), kleinzoon van de voorgaande; industrieel in de optische branche; mede-uitvinder van het groothoekobjectief
- Walter Kuntze (1883 te Rathenow - 1960), generaal
- August Froehlich (geb. 26 januari 1891 in Königshütte, het huidige Chorzow; overl. 22 juni 1942 in Concentratiekamp Dachau), rooms-katholiek geestelijke, van 1937-1941 pastoor te Rathenow, kwam daar op voor de slecht behandelde Poolse dwangarbeiders, o.a. door illegaal missen voor hen op te dragen; werd daarvoor door de nazi's gearresteerd, belandde in concentratiekampen, werd daar gemarteld en kwam uiteindelijk om het leven. De Rooms-Katholieke Kerk beschouwt Froehlich als martelaar. Te Rathenow en te Berlin-Rudow, waar hij in de jaren-1920 katholiek zielzorger was, zijn straten naar hem genoemd.
- Joachim Mrugowsky (geb. 15 augustus 1905 te Rathenow; overl. 2 juni 1948, ter dood gebracht door ophanging), Duits SS-officier en oorlogsmisdadiger
- Rosemarie Köhn (geb. 20 oktober 1939 in Rathenow[7]; overl. 30 oktober 2022 in Hamar), Noors geestelijke van de Kerk van Noorwegen, als eerste vrouw bisschop van het Bisdom Hamar; in 2004 door koning Harald van Noorwegen onderscheiden als commandeur in de Orde van Sint-Olaf; voorvechtster van gelijke rechten voor de LHBTI-gemeenschap; zij was zelf ook met een vrouw getrouwd, nam deel aan op de Pride Amsterdam gelijkende evenementen, en bewerkte, dat in de Noorse lutherse staatskerk homo-huwelijken konden worden ingezegend. Ereburgeres van Rathenow.
- Jörg Friedrich (Rathenow, 7 juli 1959), voormalig roeier, behaalde olympisch goud in 1980
- Kerstin Köppen (Rathenow, 24 november 1967), voormalig roeister, behaalde olympisch goud in 1992 en 1996

## Partnersteden
- Złotów, in Polen
- Rendsburg, in de Duitse deelstaat Sleeswijk-Holstein